# Ford City
Pour les articles homonymes, voir Ford City (homonymie).
Ford City est un quartier de la ville de Chicago situé dans le sud-ouest de la ville, dans le secteur communautaire de West Lawn, non loin de l'aéroport international Midway. Le quartier entoure le Ford City Mall, un centre commercial qui fut nommé d'après l'usine d'aéronefs du groupe Ford qui, auparavant, occupait le site. Dans les prochaines années, la ligne orange du métro de Chicago sera étendue au quartier.